# Peltacanthina bicolor
Peltacanthina bicolor är en tvåvingeart som först beskrevs av Mario Bezzi 1908.  Peltacanthina bicolor ingår i släktet Peltacanthina och familjen bredmunsflugor. Inga underarter finns listade i Catalogue of Life.